# Niels Matthiasen
Niels Peter Jacob Matthiasen (* 21. Juli 1924 in Kopenhagen; † 16. Februar 1980 in London) war ein sozialdemokratischer Politiker der Socialdemokraterne, der mehrmals Minister war.

## Leben

### Widerstandskämpfer, Verleger und Abgeordneter
Matthiasen war Sohn des Verlegers und aktiven Sozialdemokraten Heinrich Matthiasen, der im Danmark-Verlag unter anderem die Werke von Martin Andersen Nexø herausgab. Durch seine Eltern hatte er bereits in seiner Kindheit Kontakt zu Persönlichkeiten wie den sozialdemokratischen Politikern Thorvald Stauning, Frederik Borgbjerg und später H. C. Hansen. Zunächst besuchte er das Skt. Jørgens-Gymnasium, erwarb allerdings 1939 lediglich einen Mittelschulabschluss und trat im Anschluss in den väterlichen Verlag ein und arbeitete dort in verschiedenen Abteilungen.
Während der Besetzung Dänemarks durch die deutsche Wehrmacht trat er 1942 als Achtzehnjähriger in die Widerstandsbewegung ein und half bei der Gründung der Organisation Frihedskampens Veteraner. In der Folgezeit schrieb er Artikel für verschiedene sozialdemokratische, aber auch kommunistische Untergrundzeitungen.
Nach Ende des Zweiten Weltkrieges engagierte er sich jedoch unter dem Einfluss von Hans Hedtoft und H. C. Hansen in Socialdemokraterne. 1949 gehörte er zu den Mitgründern der
sicherheitspolitischen Organisation Atlantsammenslutningen und fungierte zugleich als deren Sekretär. Nach dem Tode seines Vaters wurde er 1954 Leiter des Verlages und hatte diese Funktion bis 1957 inne. 1957 wurde er von H. C. Hansen, der seit dem 1. Februar 1955 Nachfolger Hedtofts als
Ministerpräsident war, zum Leiter des Wahlkampfteams der Socialdemokraterne für die Wahlen am 14. Mai 1957 für das Folketing ernannt. Obwohl die Partei im Vergleich zu den Folketingswahlen vom 22. September 1954 leichte Mandatsverluste erlitt, wurde er im Anschluss Sekretär des Sozialdemokratischen Verbandes (Socialdemokratisk Forbund). Zusätzlich war er von 1958 bis 1961 Redakteur der Zeitung Verdens Gang.
Bei der Wahl vom 15. November 1960 wurde Matthiasen erstmals selbst als Abgeordneter in das Folketing gewählt und vertrat dort zunächst den Wahlkreis Gentofte und danach seit der Wahl am 22. September 1964 den Wahlkreis Gladsaxe-Amager, ehe er schließlich bei der Wahl am 22. November 1966 im Wahlkreis Amager zum Abgeordneten in das Folketing gewählt wurde. Diesen Wahlkreis vertrat er schließlich bis zu
seinem Tod mit Ausnahme der Legislaturperioden zwischen 1973 und 1975 sowie 1977 bis 1978.

### Parteisekretär und Minister
Nachdem Matthiasen 1961 zum Parteisekretär der Socialdemokraterne gewählt worden war, setzte er zahlreiche Modernisierungen innerhalb der Parteiorganisationen durch und führte moderne Methoden der Agitation sowie Öffentlichkeitsarbeit ein, die er auf zahlreichen Besuchen in den
einzelnen Parteiorganisationen und bei öffentlichen Auftritten bekannt machte. Die Funktion des Parteisekretärs bekleidete er bis 1970 und übernahm daneben führende Positionen in der sozialdemokratischen Presse. Des Weiteren war er Vorstandsmitglied der Landsorganisationen i Danmark
(LO), des Dachverbandes der Gewerkschaften sowie Vorsitzender der Informationszentrale der Arbeiterbewegung.
In diesen Funktionen nahm er eine führende Rolle bei der neuen, demokratischeren Neustrukturierung der Partei ein und hielt hierzu auf dem Parteikongress der Socialdemokraterne 1969 eine Grundsatzrede. 1969 wurde Matthiasen, der 1963 Vorsitzender des Aufsichtsrates von Det Kongelige Teater in Kopenhagen wurde und zwischen 1966 und 1968 Vorsitzender des Außenpolitischen Ausschusses der Socialdemokraterne war, auch Vorsitzender des Kulturausschusses seiner Partei. Des Weiteren
fungierte er zeitweilig als Mitglied des Büros der Sozialistischen Internationale und war von 1970 bis 1971 Redakteur der Zeitung Ny Politik.
Nach dem Wahlerfolg der Sozialdemokraten bei der Folketingswahl am 21. September 1971 wurde Matthiasen von Ministerpräsident Jens Otto Krag zum Kulturminister in dessen dritte Regierung berufen und bekleidete dieses Ministeramt auch in der darauf folgenden von Anker Jørgensen gebildeten Regierung bis zum 19. Dezember 1973.
Anschließend war er als Abteilungsleiter im Kultursekretariat des Nordischen Rates tätig, ehe er nach dem erneuten Wahlsieg seiner Partei bei der Folketingswahl 1975 von Ministerpräsident Jørgensen am 13. Februar 1975 wieder zum Kulturminister ernannt wurde und diese Funktion bis zu seinem Tod bekleidete. Als Kulturminister setzte er sich für die Förderung aller kulturellen Bereiche ein und förderte Musik, Theater und Museen. Dabei kam zu einer Dezentralisierung und Demokratisierung öffentlicher Förderungsstrukturen. Andererseits setzte er während seiner Amtszeit auch teilweise kritisierte Personalmaßnahmen durch wie zum Beispiel von Robert Jacobsen als Professor an der Königlich Dänischen Kunstakademie durch. Aufgrund seiner langjährigen Amtszeit und seines umfassenden Engagements trug er in der Öffentlichkeit den Spitznamen „Kultur-Niels“. Als Kulturminister war er zudem auch für den Sport zuständig.
Zugleich übernahm er zwischen dem 13. Februar 1975 und dem 26. Februar 1977 das Amt des Ministers für öffentliche Arbeiten (Minister for offentlige Arbejder) sowie danach vom 26. Februar 1977 bis zum 30. August 1978 die Funktion des Umweltministers (Miljøminister).

## Veröffentlichungen
- En Rydningsmand, 1948